# Mathias Bertram
Mathias Bertram (* 22. Januar 1960 in Ost-Berlin) ist ein deutscher Publizist und Buchgestalter.

## Leben
Als Sohn des Gebrauchsgrafikers Axel Bertram wuchs Bertram im Haushalt seiner Mutter, der Modejournalistin Dorothea Melis, und des Fotografen Roger Melis in Ostberlin auf und studierte an der Humboldt-Universität zu Berlin Germanistik. Nach der Promotion 1992 arbeitete er an Forschungs- und Editionsprojekten an der Humboldt-Universität zu Berlin und an der Carl-von-Ossietzky-Universität Oldenburg. Von 1997 bis 2002 war er zunächst Lektor, dann Programmleiter im Verlag Directmedia und gab die CD-ROM-Reihe „Digitale Bibliothek“ heraus, darunter die weitverbreitete Textedition »Deutsche Literatur von Lessing bis Kafka«. Seit 2002 ist er als Publizist, Lektor und Buchgestalter tätig. Seit 2003 gestaltet er alle Bücher und Werbemittel des Lehmstedt Verlags Leipzig (Förderpreis der Kurt-Wolff-Stiftung 2005). 2005 begann Bertram mit der Edition von Fotobüchern, vorwiegend zur Fotografie des Ostdeutschen Fotorealismus. In zum Teil mehrbändigen Editionen gab er das Werk von Fotografen wie Roger Melis, Bernd Heyden, Gundula Schulze Eldowy, Christian Borchert, Eberhard Klöppel, Harald Hauswald, Fritz Eschen und Konrad Hoffmeister heraus. Mit der zweibändigen Anthologie „Das pure Leben“ stellt er eine Sammlung von Fotografien der namhaftesten Fotokünstler der DDR zusammen, die als Bildroman über das Alltagslebens in der DDR betrachtet wurde. 2012 erschien sein in der Tradition der Objets trouvés stehendes Fotobuch »Galerie der Straße«.

## Veröffentlichungen zur Literatur- und Kulturgeschichte (Auswahl)
- Jakob Michael Reinhold Lenz als Lyriker, St. Ingbert 1994. (Saarbrücker Beiträge zur Literaturwissenschaft) ISBN  3-86110-052-5
- Yatagans Spuren. Zu einem unbekannten Pseudonym Carl von Ossietzkys. In: Monatshefte für deutschen Unterricht, Sprache und Literatur (Madison, Wisconsin, U.S.A.) 3/1994.
- Carl von Ossietzky: Sämtliche Schriften. Band I (1911–1921). Herausgegeben von Mathias Bertram, Ute Maack und Christoph Schottes, Reinbek b. Hamburg 1994.
- Deutsche Literatur von Lessing bis Kafka. Herausgegeben von Mathias Bertram. Directmedia, Berlin 1997 u.ö. (Digitale Bibliothek, Band 1) ISBN 3-89853-101-5, neuere Ausgabe: ISBN 978-3-89853-401-7
- Literarische Epochendiagnosen der Nachkriegszeit. In: Deutsche Erinnerung. Berliner Beiträge zur Prosa der Nachkriegsjahre (1945–1960). Herausgegeben von Ursula Heukenkamp, Berlin 2000, S. 11–100. ISBN 3-503-04948-7
- Axel Bertram – Grafisches Gestalten in fünf Jahrzehnten. Herausgegeben, eingeleitet und kommentiert von Mathias Bertram in Zusammenarbeit mit der Stiftung Neue Kultur und dem Deutschen Buch- und Schriftmuseum der Deutschen Nationalbibliothek, Leipzig 2012. ISBN 978-3-942473-38-5
- Mathias Bertram: Roger Melis in Paris. In: Die Erfindung von Paris. Herausgegeben von Susanna Brogi und Ellen Strittmatter. Marbach 2018, S. 9–16. ISBN 978-3-944469-38-6
- Mathias Bertram: Zwischen Schein und Sein. / Between Vision and Reality  In: Ostdeutsche Modegrafik. 1960–1990. Herausgegeben von Ute Lindner in Zusammenarbeit mit Ulrike Vogt und Mathias Bertram. Leipzig, 2021, S. 9–16 u. 20–27. ISBN 978-3-95797-113-5  (dt./engl.)

## Herausgegebene Fotobücher
- Bilder und Zeiten [Fotobuch-Reihe]. Herausgegeben von Mathias Bertram. Bd. 1 ff., Lehmstedt Verlag, Leipzig 2006 ff.
  - Bd. 1: Roger und Renate Rössing: Menschen in der Stadt. Fotografien 1946–1989, Leipzig 2006. ISBN 3-937146-32-6
  - Bd. 2: Thomas Steinert: Connewitzer Welttheater. Fotografien 1969–1994, Leipzig 2006. ISBN 978-3-937146-34-8
  - Bd. 3: Roger Melis: In einem stillen Land. Fotografien 1965–1989, Leipzig 2007. ISBN  978-3-937146-52-2
  - Bd. 4: Roger Melis: Künstlerporträts. Fotografien 1962–2002, Leipzig 2008. ISBN  978-3-937146-54-6
  - Bd. 5: Bernd Heyden: Berlin – Ecke Prenzlauer. Fotografien 1966–1980. Herausgegeben von Mathias Bertram in Zusammenarbeit mit dem Bildarchiv Preußischer Kulturbesitz, Leipzig 2008. ISBN 978-3-937146-61-4
  - Bd. 6: Louis Held: Im alten Weimar. Fotografien 1882–1919. Herausgegeben von Stefan und Eberhard Renno, Leipzig 2008. ISBN 978-3-937146-58-4
  - Bd. 7: Gerhard Weber: Im Land der Mulde. Fotografien 1968–2008. Leipzig 2009. ISBN 978-3-937146-74-4
  - Bd. 8: Fritz Eschen: Berlin unterm Notdach. Fotografien 1945–1955. Herausgegeben von Mathias Bertram und Jens Bove im Auftrag der Deutschen Fotothek, Leipzig 2010. ISBN 978-3-937146-78-2
  - Bd. 9: Eberhard Klöppel: Berlin – Ecke Greifswalder. Fotografien 1978–1987, Leipzig 1910. ISBN 978-3-937146-84-3
  - Bd. 10: Roger Melis: Am Rande der Zeit. Fotografien 1973–1989, Leipzig 2010. ISBN 978-3-937146-70-6
  - Bd. 11: Fritz Eschen: Köpfe des Jahrhunderts. Fotografien 1932–1964. Herausgegeben von Mathias Bertram und Jens Bove im Auftrag der Deutschen Fotothek, Leipzig 2010. ISBN 978-3-937146-86-7
  - Bd. 12: Sibylle. Modefotografien 1962–1994. Herausgegeben von Dorothea Melis, Leipzig 2010. ISBN  978-3-937146-87-4
  - Bd. 13: Gerd Danigel: Schöner unsere Paläste! Berlin-Fotografien 1978–1998, Leipzig 2011. ISBN 978-3-942473-08-8
  - Bd. 14: Christian Borchert: Familienporträts. Fotografien 1974–1994. Herausgegeben von Mathias Bertram und Jens Bove im Auftrag der Deutschen Fotothek. Leipzig 2014. ISBN 978-3-942473-77-4
- Bernd Heyden: Auf der Rennbahn. Herausgegeben von Mathias Bertram, Leipzig 2009. ISBN 978-3-937146-79-9
- Efraim Habermann: Berliner Stilleben. Fotografien. Herausgegeben von Mathias Bertram und Manfred Carpentier. Leipzig 2011. ISBN 978-3-942473-13-2
- Gundula Schulze Eldowy: Berlin in einer Hundenacht / Berlin on a Dog’s Night. Fotografien / Photographs 1977–1990. Redaktion / Edition: Mathias Bertram. Leipzig 2011. ISBN 978-3-942473-15-6
- Gundula Schulze Eldowy: Der große und der kleine Schritt / The big and the little step. Fotografien / Photographs 1982–1990. Redaktion / Edition: Mathias Bertram, Leipzig 2012. ISBN 978-3-942473-20-0
- Roger und Renate Rössing: Leipziger Impressionen. Fotografien 1946–1989. Im Auftrag der Deutschen Fotothek herausgegeben von Mathias Bertram und Mark Lehmstedt, Leipzig 2013. ISBN 978-3-942473-54-5
- Harald Hauswald: Ferner Osten. Die letzten Jahre der DDR. Mit einem Vorwort von Christoph Dieckmann. Fotografien 1986–1990. Herausgegeben von Mathias Bertram, Leipzig 2013. ISBN 978-3-942473-50-7
- Harald Hauswald: Vor Zeiten. Alltag im Osten. Fotografien 1976–1990. Herausgegeben von Mathias Bertram. Leipzig 2013. ISBN 978-3-942473-66-8
- Will McBride: Berlin im Aufbruch. Fotografien 1956–1963. Herausgegeben von Mathias Bertram. Mit einem Vorwort von Michael Koetzle, Leipzig 2013. ISBN 978-3-942473-67-5
- Das pure Leben. Fotografien aus der DDR. Die frühen Jahre. 1945–1975. Herausgegeben von Mathias Bertram. Leipzig 2014. ISBN 978-3-942473-90-3
- Das pure Leben. Fotografien aus der DDR. Die späten Jahre. 1975–1990. Herausgegeben von Mathias Bertram. Leipzig 2014. ISBN 978-3-942473-91-0
- Brigitte Voigt: Aus Kindern werden Leute. Fotografien 1959–1988. Herausgegeben von Mathias Bertram. Leipzig 2014. ISBN 978-3-942473-92-7
- Norbert Vogel: Jegliches hat seine Zeit. Fotografien 1965–1990. Herausgegeben von Mathias Bertram. Leipzig 2015. ISBN 978-3-95797-001-5
- Bernd Heyden: Idylle in Grau. Fotografien 1969–1980. Herausgegeben von Mathias Bertram. Leipzig 2014. (Lehmstedt photopocket) ISBN 978-3-95797-013-8
- Konrad Hoffmeister: Von Panik keine Spur. Berlin 1958–1961. Fotografien. Herausgegeben von Mathias Bertram in Zusammenarbeit mit bpk – Bildagentur für Kunst, Kultur und Geschichte. Leipzig 2015. ISBN 978-3-95797-025-1
- Harald Hauswald: Goodbye Ostberlin. Fotografien 1986–1990. Herausgegeben von Mathias Bertram. Leipzig 2016. ISBN 978-3-95797-026-8
- Christian Schulz: Die wilden Achtziger. Fotografien aus West-Berlin. Herausgegeben von Mathias Bertram. Leipzig 2016. ISBN 978-3-95797-041-1
- Norbert Vogel: Leipziger Landschaften. Fotografien 1976–1990. Herausgegeben von Mathias Bertram und Mark Lehmstedt. Leipzig 2017. ISBN 978-3-95797-002-2
- Norbert Bunge: Fotografien. Herausgegeben und mit einem Vorwort von Mathias Bertram. Leipzig 2017. ISBN 978-3-95797-059-6
- Norbert Bunge: Porträts. Herausgegeben von Mathias Bertram. Mit einem Vorwort von Michaela Gericke, Leipzig 2018. ISBN 978-3-95797-076-3
- Roger Melis: In einem stillen Land / In a silent country. Fotografien 1965–1989. Herausgegeben von Mathias Bertram. Leipzig 2019. ISBN 978-3-95797-078-7 (dt./engl.)
- Roger Melis: Die Ostdeutschen / The East Germans. Fotografien aus dem Nachlass. 1964–1990. Herausgegeben von Mathias Bertram. Leipzig 2019. ISBN 978-3-95797-083-1 (dt./engl.)
- Roger Melis: Paris zu Fuß / Paris by foot. Ausgewählte Fotografien. Herausgegeben von Mathias Bertram. Mit einem Vorwort von Sonia Voss. Leipzig 2019. ISBN 978-3-95797-114-2 (dt./engl.)
- Roger Melis: Thea. Porträts und Momente / Portraits and Moments. Herausgegeben von Mathias Bertram. Leipzig 2021. ISBN 978-3-95797-127-2 (dt./engl.)
- Roger Melis: Modefotografie / Fashion Photography. 1967–1990. Herausgegeben von Mathias Bertram und Ulrike Vogt. Leipzig 2022 ISBN 978-3-95797-134-0 (dt./engl.)
- Angela Fensch: Kind / Frau. Porträttrilogien 1988 / 2014 / 2022. Mit einem Vorwort von Mathias Bertram. Leipzig 2022. ISBN 978-3-95797-136-4

## Kuratierte Ausstellungen (Auswahl)
- Roger Melis – Chronist und Flaneur. C/O Berlin, 2010 (mit Felix Hoffmann)
- Fritz Eschen – Berlin unterm Notdach. C/O Berlin, 2011 (mit Felix Hoffmann)
- Gundula Schulze-Eldowy – Die frühen Jahre. C/O Berlin, 2011/12 (mit Felix Hoffmann)
- Brigitte Voigt –  Fotografien. Galerie argus fotokunst, Berlin 2014 (mit Norbert Bunge)
- Christian Borchert – Familienporträts. EineArtGalerie Rangsdorf, 2014 (mit Christina Meinhardt); Einsteinforum Potsdam, 2015 (mit Goor Zankl)
- Roger Melis – Die Ostdeutschen. Stiftung Reinbeckhallen, Berlin 2019
- Roger Melis – In einem stillen Land, Museum und Galerie Falkensee 2020, Museum Alltag und Utopie, Eisenhüttenstadt 2020/21

## Eigene Fotobücher
- Mathias Bertram: Galerie der Straße. Fotografien, Leipzig 2013. ISBN 978-3-942473-53-8
- Mathias Bertram: 9 1/2 Tage New York. Fotografien 2015, Leipzig 2016. ISBN 978-3-95797-032-9

## Eigene Ausstellung
- Mathias Bertram – Das Werden im Vergehen. Fotografien. Kuratiert von Henryk Gericke. Staatsgalerie Prenzlauer Berg, Berlin 2014